# Zieria rimulosa
Zieria rimulosa är en vinruteväxtart som beskrevs av Cyril Tenison White. Zieria rimulosa ingår i släktet Zieria och familjen vinruteväxter. Inga underarter finns listade i Catalogue of Life.